# Gräftiegelsperre
Die Gräftiegelsperre oder „Vorsperre Gräftiegel“ ist die Vorsperre des Unterbeckens des Pumpspeicherwerks Goldisthal in Thüringen und gehört wie dieses dem Kraftwerksbetreiber Vattenfall Europe Generation. Der Stausee, in dem die Schwarza gestaut wird, liegt bei Scheibe-Alsbach und Neuhaus am Rennweg. Er bildet eine Wasserfläche von 7,8 Hektar.
Die Vorsperre bewirkt, dass an der Stauwurzel des Unterbeckens ein gleichmäßiger Wasserstand herrscht und sie durch die betriebsbedingten Wasserspiegelschwankungen nicht trockenfällt.
Das Absperrbauwerk ist ein Steinschüttdamm mit einer Kerndichtung aus Asphaltbeton.